# William Schuman
William Howard Schuman (4 de agosto de 1910 - 15 de febrero de 1992) fue un compositor y administrador musical estadounidense.

## Biografía
Nacido en el Bronx en Nueva York hijo de Samuel y Rachel Schuman, Schuman fue llamado así en recuerdo del presidente de Estados Unidos veintisiete, William Howard Taft (si bien su familia prefería llamarlo Bill). Schuman tocaba el violín y el banjo cuando era niño, pero su pasión irrefrenable era el béisbol. Cuando aún estaba en la escuela secundaria, formó una dance band, "Billy Schuman and his Alamo Society Orchestra", que tocaba en bodas, locales y bares mitzvahs (Schuman tocaba el contrabajo en la banda).
En 1928 ingresó a la Escuela de Comercio de la Universidad de Nueva York para seguir la carrera de negocios, y al mismo tiempo trabajaba en una agencia de publicidad. También compuso canciones populares con E. B. Marks, Jr., un amigo que había conocido mucho antes en el campo de verano. Entonces Schuman conoció al letrista Frank Loesser y escribió alrededor de cuarenta canciones con él. (De hecho, la primera canción publicada de Loesser, "In Love with a Memory of You", acredita la música a William H. Schuman.)
El 13 de abril de 1930, Schuman asistió con su hermana mayor, Audrey, a un concierto en el Carnegie Hall de la Filarmónica de Nueva Tork, dirigida por Arturo Toscanini. En el programa había obras de Wagner, Kodály y Schumann. De esta experiencia, Schuman posteriormente diría "Estaba asombrado de ver el océano de instrumentos de cuerda y todos moviendo el arco a la vez. Solamente la visión era impresionante. Pero ese sonido… ¡estaba impactado! Nunca había oído algo semejante. Al día siguiente, decidí hacerme compositor." 
Schuman abandonó la escuela para estudiar música, encontrando profesores privados en composición clásica. Uno de sus maestros era Roy Harris. Harris llamó la atención sobre Schuman al director de orquesta Serge Koussevitzky, quien apoyó muchas de sus obras.
En 1943 ganó el primer Premio Pulitzer de música por su cantata A Free Song, adaptado de poemas de Walt Whitman. Entre 1935 y 1945, enseñó composición en el Sarah Lawrence College. En 1945, fue nombrado presidente de la Juilliard School of Music, fundando el Juilliard String Quartet mientras estuvo ahí. La dejó en 1961 para tomar la dirección del Lincoln Center.
Schuman dejó un número sustancial de obras. Sus "ocho sinfonías, numeradas del Tres al Diez", como el mismo lo hizo (las dos primeras fueron retiradas), continúan creciendo en apreciación. Su concierto para violín (1947 rev. 1959) ha sido hallada como una de sus "composiciones más poderosas... podría ser considerada incluso una sinfonía para violín y orquesta." Entre sus otras obras están el New England Triptych (1956, basado en melodías de William Billings), la American Festival Overture (1939), el ballet Undertow (1945) y Judith (1949) (el último escrito para Martha Graham), el Mail Order Madrigals (1972) sobre textos de 1897 del catálogo de la Sears Roebuck, y dos óperas, The Mighty Casey (1953, basada en Casey at the Bat de Ernest L. Thayer), que refleja su largo amor por el béisbol, y A Question of Taste (1989, sobre una breve historia de Roald Dahl) . También arregló la obra para órgano de Charles Ives Variations on "America" para orquesta en 1963, versión que es mucho más conocida. Otra obra popular de William Schuman en su George Washington Bridge (1952), para banda de concierto.

## Curiosidades
William Schuman apareció como invitado inicial en el espectáculo de juegos de CBS What's My Line? el 30 de septiembre de 1962 (episodio #632). Debido a su reconocibilidad, a los miembros del panel Dorothy Kilgallen, Martin Gabel, Arlene Francis y Bennett Cerf se les vendó los ojos. La tarjeta de identidad de Schuman lo identificaba como "Compositor y Presidente del Lincoln Center for the Performing Arts (New York City)". Schuman mostró su ingenio al responder las preguntas del panel. Después que el panel agotara unas pocas categorías, Kilgallen preguntó, "¿Y qué sobre música?" Schuman respondió "¿Y qué sobre ella?" Cuando se le preguntó si era Leonard Bernstein, Schuman replicó, "Es un amigo." Cuando se le preguntó entonces si era Rudolf Bing, Schuman repitió "Es un amigo," provocando a Francis el saber quién no era su amigo. Cuando se le preguntó si alguna vez había cantado en la Ópera del Metropolitan, Schuman dijo "Mucho lo he deseado, pero nunca fui invitado." Cerf lo identificó después de que el animador John Charles Daly hubiese agotado todas las tarjetas. Daly anunció que la Sinfonía nº 8 de Schuman sería tocada en el Auditorio de la Filarmónica (hoy el Avery Fisher Hall) el jueves siguiente. Aquella fecha, el 4 de octubre de 1962, marcó el estreno de la obra. Fue grabada para Columbia Masterworks Records cinco días después por sus ejecutantes, la Filarmónica de Nueva York, dirigida por Bernstein.